# Jonathan King
Jonathan King, geboren als Kenneth George King (Londen, 6 december 1944), is een Britse zanger, songwriter en muziekproducent. Hij kwam voor het eerst op de voorgrond in 1965 toen Everyone's Gone to the Moon, een lied dat hij schreef en zong terwijl hij nog een student was, de hitlijst haalde. Als onafhankelijke producent ontdekte en benoemde hij in 1967 de rockband Genesis en produceerde hun eerste album From Genesis to Revelation. In 1972 richtte hij zijn eigen label UK Records op. Hij publiceerde en produceerde nummers voor 10cc en de Bay City Rollers. In de jaren 1970 werd King bekend door hits die hij uitvoerde en/of produceerde onder verschillende namen, waaronder Johnny Reggae, Loop di Love, Sugar, Sugar, Hooked on a Feeling, Una Paloma Blanca en It Only Takes a Minute. Tussen september 1971 en 1972 produceerde hij 10 top 30 singles in het Verenigd Koninkrijk. Rod Liddle beschreef hem in 2010 als echt getalenteerd en iemand die naar believen de hitlijsten kon bestormen, onder honderd verschillende vermommingen. The Guardian meldde in 2002 dat hij tijdens zijn carrière meer dan 40 miljoen platen had verkocht.
Terwijl hij in de jaren 1980 in New York woonde, verscheen King op radio en televisie in het Verenigd Koninkrijk, waaronder in Top of the Pops van BBC en Entertainment USA. Begin jaren 1990 produceerde hij de Brit Awards en vanaf 1995 selecteerde en produceerde hij de Britse inzendingen voor het Eurovisie Songfestival, waaronder de winnende inzending Love Shine a Light uit 1997 van Katrina & the Waves.
In september 2001 werd King veroordeeld voor seksueel misbruik van kinderen en veroordeeld tot zeven jaar gevangenisstraf voor het seksueel misbruiken van vijf jongens van 14 en 15 jaar in de jaren 1980. In november 2001 werd hij vrijgesproken van 22 soortgelijke aanklachten. Hij werd voorwaardelijk vrijgelaten in maart 2005. Een nieuw proces voor seksuele misdrijven tegen tienerjongens resulteerde in verschillende niet-schuldige vonnissen en het proces werd in juni 2018 stopgezet.

## Voorgeschiedenis

### Gezinssituatie
King werd geboren in een verpleeghuis in Bentinck Street in Marylebone, Londen als eerste kind van Jimmy King en zijn vrouw en voormalig actrice Ailsa Linley Leon. Jimmy King, oorspronkelijk afkomstig uit New Jersey, was op 14-jarige leeftijd naar Engeland verhuisd. Hij ging naar de Oundle School en het Trinity College in Cambridge, voordat hij tijdens de Tweede Wereldoorlog bij de American Field Service ging werken en later bij Tootal Ties and Shirts als directeur.
Kings geboorte was een bevalling met een tang en daarbij was een spier op zijn bovenlip aangetast, waardoor hij zijn ietwat scheve glimlach kreeg. Na zijn geboorte woonde het gezin in Gloucester Place, Marylebone en verhuisde vervolgens naar Surrey, waar King en zijn jongere broers James en Anthony opgroeiden in Brookhurst Grange, een herenhuis in de buurt van Ewhurst.

### Stoke House en Charterhouse
King werd naar een kostschool gestuurd, eerst als wekelijkse kostganger naar de pre-prep school in Hindhead, Surrey en op achtjarige leeftijd naar de Stoke House Preparatory School in Seaford. Een jaar later, in 1954, nadat zijn vader overleed aan een hartaanval, werd Brookhurst Grange verkocht en verhuisde het gezin naar Cobbetts, een huisje in het nabijgelegen Forest Green.
Muziek werd rond deze tijd zijn passie. King zou zijn zakgeld sparen voor treinreizen naar Londen om My Fair Lady, The King and I, Irma la Douce, Salad Days, Damn Yankees en Kismet te kijken vanaf de goedkope stoelen op het balkon. Hij ontdekte ook popmuziek en kocht zijn eerste single Singing the Blues (1956) van Guy Mitchell.
In 1958 werd King kostganger bij Charterhouse in Godalming, Surrey. Anders dan in Stoke House waren er andere jongens die popmuziek waardeerden. Hij kocht een transistorradio en oortelefoons en werd lid van de 'under the bedclothes'-club, luisterde naar Tony Hall, Jimmy Savile, Don Moss en Pete Murray op Radio Luxembourg en hield de hitlijsten van New Musical Express bij. De muziek, met name Buddy Holly, Adam Faith, Roy Orbison en Gene Pitney, deed hem 'pijn lijden van verlangen'.

### Tussenjaar
King verliet Charterhouse in 1962 om naar Davies, een Londense speciale school te gaan voor zijn A-niveaus. Met zijn loon van een baan als rekkenvuller in een supermarkt, maakte hij het jaar daarop een demo van zichzelf, terwijl hij It Does't Matter Anymore en Fool's Paradise en een Eden Kane-nummer zong met het Ted Taylor Trio, een professionele band in Rickmansworth. Hij droeg een krijtstreeppak en sportschoenen, benaderde John Schroeder van Oriole Records en vertelde hem dat hij een hit kon maken. Nadat hij de demo van King had gehoord, boekte Schroeder een studiosessie met een orkest, maar vermoedde dat King niet in harmonie kon zingen.
King sloot zich ook aan bij de lokale band The Bumblies in Cranleigh als manager/producent en af en toe als zanger, soms met dijlaarzen en lange zwarte handschoenen tijdens optredens van de band op verjaardagsfeestjes en dergelijke.
Ondanks de drukte slaagde King niet voor het beursexamen voor het Trinity College, maar hem werd in 1963 een plaats aangeboden na een interview. Hij accepteerde het, maar nam eerst een tussenjaar en reisde zes maanden met een 'rond-de-wereld-ticket van zijn moeder. Hij verbleef voornamelijk in jeugdherbergen en bezocht Griekenland, het Midden-Oosten, Azië, Australië en de Verenigde Staten, inclusief Hawaï, waar hij in juni 1964 manager Brian Epstein van The Beatles ontmoette. Ze brachten uren samen door in Honolulu om de muziekindustrie te bespreken. In oktober van dat jaar begon King te studeren voor zijn graad in Engelse literatuur in Cambridge.

## Carrière

### Vroeg succes
Rond de tijd dat King in Cambridge begon, namen The Bumblies (met Terry Ward) het nummer Gotta Tell op dat hij had geschreven en geproduceerd en King haalde Fontana Records over om dit uit te brengen. Het verscheen in april 1965 en werd een hopeloze flop, schrijft King, maar de ervaring om het van label naar label te brengen en vervolgens te proberen mensen te vinden om het te spelen, leerde hem hoe hij een plaat kon promoten. Hij belde dj's en televisieproducenten en vroeg hen ernaar te luisteren en bezorgde, omdat het Pasen was, honderden vinylsingles aan muziekrecensenten, compleet met paaseieren die hij zelf had beschilderd. King en The Bumblies nam nog een van zijn nummers All You've Gotta Do op met producent Joe Meek, maar er kwam niets van terecht.
King wilde graag doorbreken in de muziekbusiness en nam contact op met Tony Hall van Decca Records, die hem in contact bracht met de producenten Ken Jones en Joe Roncoroni van The Zombies. King speelde voor hen Green is the Grass en ze vroegen hem om een B-kant te schrijven. Hij bood ze zes nummers aan, waaronder Everyone's Gone to the Moon, dat de A-kant werd. Ze stelden ook voor dat hij zijn naam zou veranderen.
Decca bracht Everyone's Gone to the Moon uit in augustus 1965. Vertrouwend op de contacten die hij had gelegd tijdens het promoten van Gotta Tell, dropte King het genadeloos bij radiostations om het op hun afspeellijsten te krijgen. DJ Tony Windsor van Radio London, een piratenstation uitgezonden vanuit de MV Galaxy, was de eerste die het draaide, niet één keer, maar drie keer achter elkaar. (Windsor zei later dat hij dit alleen deed vanwege een probleem met zijn andere draaitafel). Er werden de volgende dag 26.000 exemplaren verkocht.
Toen het nummer positie 18 in de hitlijsten bereikte, werd King uitgenodigd bij het programma Top of the Pops van de BBC. De volgende dag werden er 35.000 exemplaren van verkocht. Het piekte op nummer vier in het Verenigd Koninkrijk (The Beatles stonden op nummer één met Help!) en 17 in de Verenigde Staten, en werd bekroond met een gouden schijf. Nina Simone, Bette Midler en Marlene Dietrich coverden allemaal de song. Dietrich zong Everyone's Gone to the Moon en zijn B-kant Summer's Coming in de Golders Green Hippodrome in oktober 1966, met een arrangement van Burt Bacharach. De single bereikte nummer 17 in de Amerikaanse Billboard Hot 100 en was een van de nummers die waren te horen tijdens de Apollo 11-maanmissie. In 2019 werd het nummer tijdens de aftiteling opgenomen in de soundtrack van de Hollywood-film In The Shadow of the Moon.
Vanaf zijn tweede jaar op de universiteit verdeelde King zijn tijd tussen Cambridge en Londen en verhuisde hij naar een appartement met drie slaapkamers in Marylebone, dat eigendom was van zijn moeder, en reed vanaf de lessen daarheen in zijn witte MGB GT. Zijn volgende publicatie Green is the Grass flopte, maar de derde (die hij schreef en produceerde, maar niet uitvoerde), It's Good News Week van Hedgehoppers Anonymous, werd een hit. Het werd uitgebracht in september 1965 door Decca en vermeld op King en zijn nieuwe uitgeverij JonJo Music Co. Ltd, die is vernoemd naar King, Ken Jones en Joe Roncoroni en gevestigd in Jones' en Roncoroni's kantoor. De single werd kort verboden door de BBC vanwege zijn teksten over anticonceptie, maar bereikte wel de top 5 in het Verenigd Koninkrijk en de top 50 in Amerika.
Ook in 1965 droeg King een column bij aan Disc and Music Echo, een wekelijks tijdschrift onder redactie van Ray Coleman. King nam een opzettelijk provocerende stijl aan, waarbij hij nieuwe acts promootte, maar ook kritiek uitte op de muziekindustrie en bepaalde artiesten.

### Ontdekking van Genesis
Begin 1967 woonde King een reünie van oud-leerlingen bij op Charterhouse School. Toen ze hoorden dat hij daar zou zijn, nam de schoolband een demoband voor hem op. De band, die zichzelf Anon noemde, bestond op dat moment uit Peter Gabriel, Tony Banks, Anthony Phillips, Chris Stewart en Mike Rutherford, die toen allemaal 15 tot 17 jaar oud waren.
King vond verschillende nummers goed, zoals She is Beautiful (dat The Serpent werd op het eerste album van de band) en volgens Philips kregen ze op basis van dat nummer de deal met King. King contracteerde de band bij JonJo Music en gaf een licentie voor de kortetermijnrechten aan Decca Records. Hij betaalde hen £ 40 voor vier nummers en bedacht hun naam Genesis, om het begin van zijn eigen carrière als serieuze platenproducent te markeren. Volgens Phillips was King enorm geduldig en toegeeflijk met de band.
King produceerde hun eerste drie singles, waaronder The Silent Sun (1968) en het album From Genesis to Revelation (1969). Banks en Gabriel schreven The Silent Sun als een Bee Gees potpourri uit de late jaren 1960 om King te plezieren. De stem van Robin Gibb was destijds blijkbaar de favoriet van King. De platen maakten weinig indruk en van het album werden slechts 649 exemplaren verkocht. King verloor langzaam zijn interesse in de band. Hun volgende demo was nog minder 'poppy' en hoe ingewikkelder de liedjes, hoe minder King ze leuk vond. Genesis verliet King in 1970 voor Charisma Records van Tony Stratton-Smith. Hij werd vergezeld door Phil Collins en Steve Hackett en, na nog twee mislukte albums, brachten ze Foxtrot (1972) uit met lovende kritieken. King behield de rechten op het eerste album en bracht het verschillende keren opnieuw uit onder verschillende titels.

### Omroep, Decca Records
Toen King in juni 1967 afstudeerde aan Cambridge, berichtte de pers over zijn diploma-uitreiking. Kort daarna vroeg Tony Firth, een ATV-producent en afgestudeerd aan Trinity, aan King om de wekelijkse televisieshow Good Evening te presenteren, die van oktober 1967 tot 1968 op zaterdag om 18.30 uur landelijk bij ATV te zien was. Het jaar daarop begon hij uit te zenden voor BBC Radio 1.
King had er genoeg van om in het appartement aan Dorset Street te wonen en kocht voor £ 18.650 een huis met drie verdiepingen in de buurt van Porchester Terrace, Bayswater, waar hij tot 2019 nog steeds woonde.

### Beginjaren 70
It's Good News Week (1965) was de laatste grote hit die King in vier jaar had. Toen bereikte zijn cover van Let It All Hang Out (1969) de top 30 in januari 1970 en werd hij de beste singlesproducent van 1971 en 1972, beginnend met It's the Same Old Song. Uitgebracht door B&C Records in december 1970 onder het pseudoniem The Weathermen, kwam het een maand later in de hitlijsten. Het gebruik van pseudoniemen betekende meer zendtijd: radioproducenten speelden tijdens een programma mogelijk meerdere nummers van dezelfde artiest zonder te beseffen dat ze zoveel zendtijd aan één persoon hadden besteed.
Kings publicaties uit 1971 omvatten een versie van Baby, You've Been on My Mind van Bob Dylan, uitgebracht als Nemo, die niet in de hitlijsten kwam; The Sun Has Got His Hat On, ook als Nemo; Sugar, Sugar als Sakkarin; Leap Up and Down (Wave Your Knickers in the Air) van St Cecelia (dit is een echte band, in plaats van een pseudoniem), die naar nummer 12 ging en Lazy Bones, Flirt en Hooked on a Feeling, allemaal uitgebracht onder zijn eigen naam.
Bell Records vroeg King om vier nummers te produceren voor de Bay City Rollers, waaronder hun eerste hit Keep On Dancing, waarop King zelf de 13 achtergrondzang zong. De single plaatste zich op #9 in mei 1971.
Hooked on a Feeling, een countrynummer dat King in een pophit had veranderd en 'ooga chaka ooga ooga' aan de intro had toegevoegd, werd een Top 30-hit. Kings arrangement gaf later de Zweedse band Blue Swede een Amerikaanse nummer 1-hit in april 1974. Het arrangement was te zien in Reservoir Dogs (1992), in ten minste één aflevering van Ally McBeal, waar het de muziek voor de Dancing Baby (1998) en Guardians of the Galaxy (2014) verzorgde, hoewel King schrijft dat hij geen geld verdiende aan de versie van Blue Swede. Jaren later krijgt het nummer nog steeds aandacht.
Een andere top drie hit uit 1971 was Johnny Reggae, een ska-popsong over een skinhead, geschreven door King nadat hij was voorgesteld aan een Johnny Reggae in de disco Walton Hop in Surrey. Het werd gezongen door King en sessiezangers van middelbare leeftijd die zich voordeden als tieners, toegeschreven aan The Piglets en uitgebracht door Bell. John Stratton schrijft dat Johnny Reggae de eerste Britse hit met een ska-beat was die werd geschreven door een blanke Engelsman en uitgevoerd door blanke Engelse zangers en muzikanten. Terwijl volgens Lloyd Bradley de BBC terughoudend was om reggae te spelen van zwarte Jamaicaanse artiesten, bereikte Johnny Reggae nummer 3 in het Verenigd Koninkrijk in november 1971 (toen Coz I Luv You van Slade nummer één was) en bleef 12 weken in de top 50.
Er werd gemeld dat hij, onder verschillende namen en in verschillende formaten, ongeveer 40 miljoen platen heeft verkocht.

### UK Records
In 1972 richtte King UK Records op dat werd gedistribueerd door Decca en later PolyGram in het Verenigd Koninkrijk en London Records in de Verenigde Staten. Chris Denning verliet Bell om het Britse kantoor te leiden en Fred Ruppert, voorheen van Elektra Records, het Amerikaanse kantoor. Don Wardell nam toen het Amerikaanse kantoor over, Denning vertrok en Wardell keerde terug om het Britse bedrijf te leiden. Kings broer Andy werd in 1974 aangenomen als promotiemanager. Clive Selwood, die aan het hoofd stond van Dandelion Records van John Peel, nam het toen over als manager.
De eerste hit van het label was Seaside Shuffle van Terry Dactyl & the Dinosaurs, gevolgd door Kings Loop di Love, dat nummer vier bereikte, uitgebracht onder het pseudoniem Shag. Andere aanwinsten waren onder meer Ricky Wilde, toen 11 jaar oud en aangemoedigd om het gat te vullen dat later werd ingenomen door Donny Osmond, een potentiële David Cassidy, Simon Turner, Roy C, The First Class en Lobo. Het label bracht ook Kings cover van (I Can't Get No) Satisfaction (1974) uit onder de naam Bubblerock, beschreven als een Grateful Dead-achtige countryversie, die de goedkeuring van Mick Jagger kreeg.
In juni 1973, na het zien van The Rocky Horror Show op de tweede avond, investeerde King er een belang van 20% in, waardoor hij een van de twee oorspronkelijke donateurs was, samen met Michael White, en produceerde en bracht hij The Rocky Horror Show Original London Cast uit.
Het belangrijkste uithangbord van het label was 10cc. Eric Stewart, een van de bandleden, kende King al sinds 1965, toen Stewart bij The Mindbenders was en King hen wilde leiden. De band was van plan om Donna als B-kant uit te brengen, maar besloot dat het een hit zou kunnen worden. King gaf de band zijn naam en bracht de twee albums 10cc en Sheet Music en acht singles uit. Donna (1972) en Rubber Bullets (1973) bereikten respectievelijk nummer twee en één, gevolgd door The Dean and I (1973) en The Wall Street Shuffle (1974). De band schampte alleen de Amerikaanse markt met Rubber Bullets, die nummer 73 scoorden in de Billboard Hot 100. 10cc verliet UK Records in 1975 voor Mercury Records, waarna ze succes boekten in Amerika met I'm Not in Love (1975).

### Vertrek naar New York
In april 1978 stond King als onafhankelijk parlementslid in de tussentijdse verkiezing van Epsom en Ewell en noemde zichzelf de royalistische partij. Hij kreeg 2.350 stemmen. Een jaar later besloot hij de muziekindustrie te verlaten en sloot hij UK Records. Hij schreef in augustus 1979 aan de hitparadecommissie van de British Phonographic Industry dat de lagere niveaus van de hitlijsten slimme promotie en marketing in plaats van goede records weerspiegelden, en suggereerde hij dat alleen informatie over de top 30 beschikbaar zou moeten worden gesteld. Het idee was dat dit programmeurs zou dwingen hun airplay-beslissingen te baseren op iets anders dan de lagere hitlijsten.
Het kantoor van UK Records in New York in 57th Street werd omgebouwd tot een appartement en King begon een nieuwe carrière op te bouwen in het schrijven en uitzenden. Hij kreeg een wekelijks vijf minuten durende slot bij BBC Radio 1 genaamd A King in New York, een Postcard from America slot bij Radio 4 en hij rapporteerde voor Radio 1 over de presidentsverkiezingen van 1980. In december 1980 hoorde hij tijdens het televisiekijken in bed dat er buiten de Dakota-appartementen was geschoten. Hij belde en maakte BBC-producent Tom Brook wakker, die in New York woonde. Brook was de eerste die aan het Verenigd Koninkrijk aankondigde dat John Lennon was overleden.
Gedurende 1980 en 1981 presenteerde King een radiotalkshow op WMCA in New York van 10-12 doordeweekse ochtenden en regelmatig rapporteerde hij vanuit de Verenigde Staten bij Top of the Pops. Hij bedacht en presenteerde de spin-off serie Entertainment USA, uitgezonden op BBC 2, die in 1987 werd genomineerd voor een BAFTA. Hij creëerde en produceerde ook het jongerenprogramma No Limits.
Zijn eerste roman Bible Two werd gepubliceerd in 1982. Het vertelt het verhaal van een etaleur in Selfishes die de miljoenen van zijn familie erft. Hij werd ook ingehuurd door Kelvin MacKenzie, redacteur van The Sun, om de wekelijkse column Bizarre USA te schrijven, die begon in februari 1985 en acht jaar duurde. Hij ging verder met verschillende muziekprojecten, waaronder met de hardrock-superband Gogmagog, die de ep I Will Be There (1985) uitbracht.

### Brit Awards, Eurovisie Songfestival
In 1987 organiseerde King de Brit Awards voor de BBC en van 1990 tot 1992 was hij de producent van het evenement. Hij nam ontslag net na de show van 1992 omdat hij en de British Phonographic Industry, die de awards beheert, het niet eens waren over het format van de show. Het jaar daarop richtte hij The Tip Sheet op (1993-2002), een wekelijks vakblad dat nieuwe acts promoot.
Kings mediawerk omvatte het vinden en produceren van de Eurovisie Songfestival-deelnemer voor de BBC vanaf 1995. Hij selecteerde verschillende nummers voor hen. Het nummer Love City Groove van Love City Groove werd tiende in 1995. Ooh Aah... Just a Little Bit van Gina G werd het jaar daarop achtste en was nummer één in het Verenigd Koninkrijk. Love Shine A Light van Katrina & the Waves kwam voor het eerst in 1997. Zijn inzending voor 1998, toen het Verenigd Koninkrijk het evenement in Birmingham organiseerde, was van Imaani en werd tweede. Zijn schrijven ging door. Zijn tweede roman The Booker Prize Winner werd dat jaar gepubliceerd. Hij was betrokken bij het vinden en promoten van de hit Tubthumping (1997) van Chumbawamba, die nummer twee werd en de nummer één hit Who Let the Dogs Out? (2000) van Baha Men, die hij voor het eerst uitbracht onder de naam Fat Jakk and his Pack of Pets.
In oktober 1997 ontving King een Music Industry Trusts Award tijdens een diner ter ere van hem in het Grosvenor House Hotel in Londen. Een video-eerbetoon aan hem bevatte Guy Mitchell, Ozzy Osbourne, The Moody Blues en Hanson. Het jaar daarop bedacht hij The Record of the Year, geproduceerd door zijn Tip Sheet en London Weekend Television, een show waarin het publiek stemde voor de beste single van het jaar. In 2000 overwoog Nigel Lythgoe, uitvoerend producent van de nieuwe Popstars-talentenshow om King in te huren als spil van de jury, maar hij wees het af. Lythgoe nam de positie zelf in.
King heeft naar verluidt de kans om The KLF te leiden afgewezen.

## Problemen met justitie

### Rechtszaken 2001
In september 2001 werd King, na een proces van twee weken in de Old Bailey, veroordeeld voor vier aanklachten van onfatsoenlijk gedrag, een van aanranding en een van poging tot aanranding, gepleegd tussen 1983 en 1987 tegen vijf jongens van 14 en 15 jaar. In een tweede proces werd hij niet schuldig bevonden nadat een vermeend slachtoffer (iemand die King ontkende ooit te hebben ontmoet) had toegegeven dat hij op dat moment 16 jaar of ouder had kunnen zijn. Drie andere geplande processen werden stopgezet. King bleef zijn onschuld steeds volhouden, onder meer protesterend tegen het ontbreken van een verjaringstermijn in het Verenigd Koninkrijk voor seksovertredingen, hetgeen  betekende dat hij zich niet adequaat had kunnen verdedigen vanwege de vele jaren die waren verstreken.
De National Criminal Intelligence Service was in 2000 begonnen met het onderzoeken van King wegens seksueel misbruik van kinderen, toen een man hen vertelde dat hij 30 jaar eerder was aangevallen door King en anderen. De man had oorspronkelijk publicist Max Clifford benaderd, die later in 2014 gevangen werd gezet wegens aanranding; Clifford zei hem dat hij naar de politie moest gaan. King werd in november van dat jaar gearresteerd en kreeg £ 150.000 op borgtocht vrij, waarvan £ 50.000 werd betaald door Simon Cowell. Hij werd opnieuw gearresteerd in januari 2001 op basis van verdere beschuldigingen. 27 mannen vertelden de politie dat King hen in de periode 1969-1989 seksueel had misbruikt. De politie vond foto's van tieners bij een huiszoeking in Kings huis. King gaf toe duizenden mensen te hebben benaderd met vragenlijsten over de interesses van jongeren en marktonderzoek te hebben gedaan. De vragenlijsten vroegen de ontvangers om onderwerpen op te sommen volgens belangrijkheid, waaronder muziek, sport, vrienden en familie. De aanklager beweerde dat jongens die seks hoog op hun prioriteitenlijst vermeldden, vervolgens het doelwit waren van King.
Na het tweede proces in de Old Bailey op 21 november 2001, veroordeelde rechter David Paget King tot zeven jaar gevangenisstraf, waarbij hij het eerste vonnis als voorbeeld gebruikte voor alle eerdere seksuele gedragingen. Bovendien werd King opgenomen in het register voor zedendelinquenten, mocht hij niet met kinderen werken en werd hij veroordeeld tot het betalen van £ 14.000 kosten. In 2003 verwierp het Hof van Beroep zijn verzoek om in beroep te gaan tegen zowel de veroordeling als het vonnis. Hij had aangevoerd dat de veroordeling onterecht was en dat de straf, met richtlijnen van twee jaar kennelijk te zwaar was geweest. Hij ging tweemaal tevergeefs in beroep bij de Criminal Cases Review Commission en werd voorwaardelijk vrijgelaten in maart 2005, waarbij hij krachtig zijn onschuld afkondigde.
King heeft geklaagd over zijn media-aandacht sinds zijn veroordeling in 2001. In 2005 ging hij naar de Press Complaints Commission over een artikel in News of the World waarin stond dat hij naar een park was gegaan om naar jongens te lonken. Sterker nog, hij was er op verzoek van een documentairemaker naartoe gegaan. De klacht werd niet gegrond verklaard, maar Roy Greenslade voerde aan dat King een goede zaak had. In oktober 2011 verontschuldigde de toenmalige BBC-directeur-generaal Mark Thompson zich bij King voor het verwijderen van King's uitvoering van It Only Takes a Minute uit een herhaling bij BBC Four van een aflevering van Top of the Pops uit 1976.
Op 20 juni 2020 plaatste King op Twitter een foto van een brief van de Metropolitan Police, waarin werd bevestigd dat hij de vorige dag was verwijderd uit het register van zedendelinquenten.

### Na detentie
Er verschenen twee romans: Beware the Monkey Man (2010), onder het pseudoniem Rex Kenny, en Death Flies, Missing Girls en Brigitte Bardot (2013), onder zijn echte naam Kenneth George King. Hij publiceerde ook het dagboek Three Months (2012) en twee delen van zijn autobiografie Jonathan King 65: My Life So Far (2009) en 70 FFFY (2014).
King bleef geïnteresseerd in gevangeniskwesties en schreef een column voor Inside Time, de nationale krant voor gevangenen.
In 2008 bracht hij Earth to King uit. Een van de nieuwe nummers op het album The True Story of Harold Shipman ging over de seriemoordenaar Dr. Harold Shipman, waarin King suggereerde dat Shipman mogelijk het slachtoffer was van de media. Hij produceerde ook drie films. Vile Pervert: The Musical (2008), gratis te downloaden, is een film van 96 minuten waarin King alle 21 delen speelt en zijn versie van de gebeurtenissen rond zijn vervolging presenteert. Hij portretteert zijn standpunt over de gebeurtenissen die verantwoordelijk zijn voor zijn problemen. In één scène zingt King, verkleed als Oscar Wilde, dat er niets mis is met jongens lastigvallen. Me Me Me (2011) werd op het filmfestival van Cannes beschreven als een hervertelling van Romeo en Julia. The Pink Marble Egg (2013) is een spionageverhaal, voor publiciteit reed King tijdens het filmfestival van Cannes over de Promenade de la Croisette in Cannes met een roze ei van papier-maché op zijn Rolls Royce.

### Rechtszaken 2018
In augustus 2015 schreef King een artikel voor het tijdschrift The Spectator over Sir Edward Heath, het onderwerp van de nu in diskrediet geraakte operatie Midland. In september 2015 werd King gearresteerd als onderdeel van Operatie Ravine, een nader onderzoek naar claims van seksueel misbruik in de Walton Hop-disco in de jaren 1970. Hij werd later op borgtocht vrijgelaten. Op 25 mei 2017 werd hij door de politie van Surrey aangeklaagd voor 18 seksuele misdrijven, met betrekking tot negen jongens tussen 14 en 16 jaar, die zouden zijn gepleegd tussen 1970 en 1986. Hij werd op borgtocht vrijgelaten en verscheen op 26 juni voor het Westminster Magistrates' Court, waar hij op voorwaardelijke borgtocht werd vrijgelaten om op 31 juli in Southwark Crown Court te verschijnen. Zijn proces begon op 11 juni 2018 en op 27 juni werd de jury om juridische redenen ontslagen.
Op 6 augustus 2018 ontving King excuses voor de ineenstorting van het proces, waarbij rechter Deborah Taylor zei dat de politie van Surrey tijdens het onderzoek talloze, herhaalde en gecompliceerde fouten had gemaakt en de situatie als een debacle beschreef. In haar uitspraak zei ze: Ik heb geconcludeerd dat dit een geval is waarin, zelfs als het mogelijk zou zijn om een eerlijk proces te hebben, het in de zeldzame categorie is waar het evenwicht, rekening houdend met de geschiedenis, de mislukkingen en de misleiding van het Hof, voorstander is van schorsing, omdat voortzetting ervan het vertrouwen van het publiek in de rechtspraak zou ondermijnen. Taylor zei dat de zaak tegen King was ingegeven door bezorgdheid over reputatieschade aan de politie van Surrey naar aanleiding van de beschuldigingen van seksueel misbruik tegen Jimmy Savile. De politie van Surrey verontschuldigde zich van harte bij King en zei: We betreuren het ten zeerste dat we ondanks deze inspanningen niet aan de vereiste normen hebben voldaan om een eerlijk proces te garanderen. King weigerde de verontschuldiging te aanvaarden en bekritiseerde de politie van Surrey voor diepgaande, institutionele fouten. Hij drong er bij zowel de korpschef als de commissaris van de recherche op aan om op te stappen
Na het debacle, zoals rechter Taylor het proces van 2018 beschreef, begonnen veel gerespecteerde commentatoren het vonnis van het proces van 2001 in twijfel te trekken, waaronder Bob Woffinden in zijn boek The Nicholas Cases en Daniel Finkelstein in The Times; de Criminal Cases Review Commission kondigde aan een onderzoek ernaar te heropenen, nadat er tijdens de vervolging van 2018 nieuw bewijs was opgedoken.
In augustus 2019 kondigde korpschef Stephens, die Ephgrave had vervangen, aan dat in het jaar sinds de vrijspraak van King het slagingspercentage van de politie van Surrey voor veroordelingen in gevallen van seksueel misbruik was gedaald van 20% naar minder dan 4%. Op 22 november 2019 is een onafhankelijk onderzoek gepubliceerd naar het politieonderzoek dat tot het proces heeft geleid. Het was kritisch over de behandeling van de openbaarmaking van documenten aan de verdediging van King voorafgaand aan het proces, en vroeg zich af of een deel van het betrokken personeel gekwalificeerd of ervaren genoeg was om de zaak te behandelen.
In 2020 werd de klacht van King bij het Independent Office for Police Conduct (IOPC) over het onderzoek van de afdeling professionele normen van Surrey Police naar de afhandeling van Operatie Ravine gegrond verklaard. Zijn beroep bij de Criminal Cases Review Commission (CCRC) met betrekking tot de veroordeling in 2001 wordt nog steeds onderzocht nadat in 2018 nieuw bewijs werd onthuld. De nieuwe directeur-generaal van de BBC bevestigde dat King welkom was om op het netwerk te verschijnen.

## Verder
Sinds zijn ontslag uit de gevangenis werkt King weer in de muziekbusiness. Hij ontdekte de band Orson op Myspace en bezorgde deze een platencontract. In 2007 publiceerde hij zijn nieuwe album Earth to King.

## Bekende pseudoniemen
Weathermen - Crew - Piglets - Sakkarin - Nemo - Angelettes - Shag - Athlete's Foot - Bubble Rock - Scavengers - Handful Of Cheek - Flanelcat - Baron's Supporters - Jack & The Giant Killers - Slooply Bellywell - 53rd & 3rd, Hot Squirrels - David - Sound 9418 - One Hundred Tons & A Feather- Big Pig (met Little Porkr) - Elizabeth - J & J - The Joker - Count Giovanni Di Regina - Father Abraphart & The Smurps - Sally - The Man - The Faithful - J.K. 25

## Discografie
- 1965: Green Is the Grass
- 1965: Where the Sun Has Never Shone
- 1965: Everyone's Gone to the Moon
- 1966: Icicles (Fell from the Heart of a Bluebird)
- 1966: Just Like a Woman
- 1966: Where the Sun Has Never Shone
- 1967: Round, Round
- 1967: Seagulls
- 1970: Cherry, Cherry
- 1970: Million Dollar Bash
- 1970: Let It All Hang Out
- 1971: Fine Together Stomp (als The Weatherman)
- 1971: Honey Bee (Keep On Stinging Me) (als The Weatherman)
- 1971: Silver Canon (als Sakkarin)
- 1971: Hang On Sloopy (als Sakkarin)
- 1971: Hooked On a Feeling
- 1971: It's the Same Old Song (als The Weatherman)
- 1971: Lazy Bones
- 1971: Sugar, Sugar (als Sakkarin)
- 1972: (We're Gonna) Rock Around the Clock (als Bubblerock)
- 1972: It's a Tall Order for a Short Guy
- 1972: Flirt!
- 1972: Loop Di Love (als Shag)
- 1973: A Modest Proposal (Swift's Song)
- 1973: Be Gay (promo)
- 1973: Mary, My Love
- 1973: Vulture Stomp (als The Scavengers Otherwise Known as Shag)
- 1974: Get Off of My Cloud (als Bubblerock)
- 1974: Help Me Make It Through the Night (met Eiri Thrasher)
- 1974: People Will Say We're in Love (als Bubblerock)
- 1974: (I Can't Get No) Satisfaction (als Bubblerock)
- 1975: A Free Man in Paris
- 1975: Baby, the Rain Must Fall
- 1975: The Way You Look Tonight
- 1975: Twist and Shout (als Bubblerock)
- 1975: Why Can't We Be Friends (als 53rd and 3rd featuring the Sound of Shag)
- 1975: Chick-a-Boom (Don't Ya Jes Love It)
- 1975: Una paloma blanca (White Dove)
- 1976: Don't Forget Me When You're on Your Island (als 100 Ton and a Feather)
- 1976: Everybody (als 53rd and 3rd featuring the Sound of Shag)
- 1976: He's so Fine
- 1976: I'm Gonna Change (als Sound 9418)
- 1976: Little Latin Lupe Lu
- 1976: Mississippi
- 1976: Stranger on the Shore (als Sound 9418)
- 1976: The Happy People Song
- 1976: The Lonely Bull Meets La Bamba and Lives (als Sound 9418)
- 1976: The Yam (als Sound 9418)
- 1976: When a Child Is Born (als 100 Ton and a Feather)
- 1976: When I Was a Star
- 1976: In the Mood (als Sound 9418)
- 1976: It Only Takes a Minute (als 100 Ton and a Feather)
- 1977: Can't Get It Out of My Head (als 100 Ton and a Feather)
- 1977: Just to Be Close to You (als 100 Ton and a Feather)
- 1978: Old DJ's (Playing New Sounds)
- 1978: Lick a Smurp for Christmas (All Fall Down) (als Father Abraphart and the Smurps)
- 1978: One for You, One for Me
- 1979: Do You Want to Know a Secret (als 100 Ton and a Feather)
- 1979: How to Become a Pop Superstar
- 1979: Gloria
- 1979: You're the Greatest Lover
- 1980: It's Illegal, It's Immoral, It's Unhealthy, but It's Fun
- 1983: I'll Slap Your Face (Entertainment U. S. A. Theme) / Mental Diseases
- 1984: Space Oddity / Major Tom (Coming Home)
- 1985: No Speed Limit / I'll Slap Your Face (Entertainment U. S. A. Theme)
- 1986: Gimme Some
- 1987: Wild World
- 1987: I'll Slap Your Face / No Speed Limit

### Albums
- 1967: Or Then Again …
- 1972: Try Something Different
- 1972: Bubble Rock Is Here to Stay (als Bubblerock)
- 1973: Pandora's Box
- 1975: A Rose in a Fisted Glove
- 1976: J. K. All the Way
- 2007: Earth to King

### Compilaties
- 1975: Greatest Hits – Past, Present and Future
- 1979: Hit Millionaire
- 1982: King Size King: The Hits of Jonathan King
- 1989: The Butterfly That Stamped (dubbelalbum)
- 1993: The Many Faces of Jonathan King
- 1997: Creations & Relations

- Bibsys: 43579
- Gemeinsame Normdatei: 134895592
- International Standard Name Identifier: 0000 0000 5208 3654
- Library of Congress Control Number: no2001055060
- MusicBrainz: 483afa15-f468-4925-b77a-1a9f85f76a13
- Nationale Bibliotheek van Polen: a0000003399642
- Virtual International Authority File: 2117630
- WorldCat: E39PBJgmHgg8jyTYPR3P3bQ8YP